# Tela chorioidea
De tela chorioidea is een structuur die voorkomt in alle ventrikels van de hersenen, te weten de zijventrikels, de derde en de vierde ventrikel. Het is onderdeel van het zachte hersenvlies dat de ventrikels binnentreedt.
In de tela chorioidea bevinden zich veel bloedvaten. De bloedvaten in de tela chorioidea van de derde ventrikel takken af van de arteria cerebri posterior, terwijl die in de vierde ventrikel aftakken van de arteria cerebelli posterior inferior.